# Herbert Dirren
Pour les articles homonymes, voir Dirren.
Herbert Dirren, né le 4 août 1941 à Agarn et mort le 3 mars 2025, est une personnalité politique suisse, membre du parti chrétien-social du Haut-Valais (CSPO).
Il est député du canton du Valais au Conseil national de 1977 à  1987.

## Biographie
Originaire de Bürchen et Agarn, Herbert Dirren est enseignant de formation.
Après son retrait du Conseil national, il se reconvertit dans les assurances.
Il est marié et père de deux enfants. Il décède en mars 2025, à 83 ans, d'une insuffisance cardiaque.

## Parcours politique
Herbert Dirren est élu en 1973 au Grand Conseil valaisan, et siège jusqu'en 1985. Il préside le Grand Conseil en 1980-1981.
En 1977, il remplace au Conseil national Hans Wyer lorsque ce dernier est élu conseiller d'État. Il y siège trois législatures, jusqu'à la fin 1987.